# Boquila trifoliata
Boquila trifoliata är en narrbuskeväxtart som först beskrevs av Hipólito Ruiz López och Pav., och fick sitt nu gällande namn av Joseph Decaisne. Boquila trifoliata ingår i släktet Boquila och familjen narrbuskeväxter. Inga underarter finns listade i Catalogue of Life.